# LEGO Fonden
LEGO Fonden er en dansk fond, der er blandt landets ti største uddelende fonde. Den ejer blandt andet 25 % af LEGO-koncernen, og har en egenkapital på omkring 10 milliarder kr.
Sidsel Marie Kristensen har været CEO for LEGO Fonden siden februar 2023.